# Dig for Fire
Dig for Fire è un singolo del gruppo rock statunitense Pixies, pubblicato nel 1990 ed estratto dall'album Bossanova.

## Tracce
Testi e musiche di Black Francis, eccetto dove indicato.
1. Dig for Fire – 2:51
2. Velvety (Instrumental Version) – 2:04
3. Winterlong – 3:07 (Neil Young)
4. Santo – 2:16